# Saponificare
Saponificarea este un tip de reacție chimică reprezentată de hidroliza bazică a grăsimilor. În urma reacției, se obțin unele săruri de acizi grași care erau folosite în trecut sub formă de săpunuri (de aici venind și denumirea reacției). 
Reacția se poate realiza sub acțiunea catalizatorilor acizi sau în prezență de alcalii (baze alcaline), obținându-se săruri de acizi grași și glicerol.